# Йоганнес Кентман
Йоганнес Кентман (21 квітня 1518, Дрезден — 14 червня 1574, Торгау) — німецький лікар і натураліст.

## Життєпис
Йоганнес Кентманн народився як син кушніра та дрезденського радника та багаторазового мера Крістофа Кентмана та його дружини Марти. Його брат Крістоф Кентман також був членом ради і з 1556 р. мером Дрездена.
Спочатку відвідував школу в Дрездені, а з 1532 по 1534 рік він навчався в Аннаберзі, де навчався у шкільного реформатора Йоганна Рівіуса. Доведено, що з 1538 по 1540 рік Кентман був студентом Ніколайської школи в Лейпцигу. Тут його вчителем був Вольфганг Мейрер, який дуже цікавився мінералами, а також ботанікою. Після цього Кентманн почав вивчати медицину в Лейпцигу, де він був учнем знаменитого Генріха Штромера фон Ауербаха. У 1542 році Кентман вступив до Віттенберзького університету. Тут його вчителями були лікар і фізик Мельхіор Фендт і анатоми Якоб Мілікіус і Августин Шурф. У 1546 році Кентманн закінчив навчання зі ступенем магістра в Лейпцигу. По дорозі до Італії з кількома студентами, такими як Крістоф Лойшнер і Йоганн Брамбах, він, мабуть, ненадовго зупинився в школі Св. Лоренца в Нюрнберзі. В Італії Кентман нарешті залишився на деякий час у Падуї та Болоньї, де продовжив навчання, а також відвідав Рим, Пізу та Венецію. 2 вересня 1549 року отримав ступінь доктора медицини в Болоньї. Після цього Кентманн розпочав свою подорож додому, під час якої відвідав Конрада Гесснера. Інтерес Кентмана до природничої історії був значно заохочений його перебуванням у Падуї, де він був представлений директору ботанічного саду.
Після повернення додому, очевидно, недовго працюючи лікарем у Дрездені, 11 листопада 1550 року Кентманн став міським і шкільним лікарем у принцівській школі Санкт-Афра в Мейсені. Тут він одружився з Магдаленою Шпорер у 1551 році. У 1554 році він переїхав до Торгау, де став міським лікарем і особистим лікарем курфюрста. Спочатку проживаючи в медичному центрі міської ради в Кірхгофі, економічно дуже успішний Кентман зміг придбати власний великий будинок у 1566 році (сьогодні: Schloßstraße 25). Кентман зберіг свою посаду в Торгау до своєї смерті в 1574 році.

## Праці
У своїх працях Йоганнес Кентманн торкався медицини, біології, ботаніки та мінералогії. За дорученням курфюрста Августа він написав книгу трав, опубліковану в 1563 році, яка описує близько 600 трав і була прикрашена ілюстраціями художника Торгау Девіда Редтеля. У 1584 році деякі з його рецептів ліків були включені до «Arzney Buch», складеного курфюрсткою Анною Саксонською.
Ще однією сферою інтересів вченого були мінерали і гірські породи. Він зібрав велику колекцію порід і мінералів, переважно з саксонської області, яку він упорядкував відповідно до системи Георгія Агріколи. Опублікував свій каталог із понад 1600 зразками в 1565 році в «De omni rerum fossilium». Ця публікація являє собою перше збережене повне представлення колекції мінералів і гірських порід.

## Вибрані друковані роботи
- Ein Kurtz nutz vñd sehr tröstlich Regiment wie sich inn der zeit der Pestilentz zu halten sey auff das fleissigst vnd treulichst gestelt vnd an tag gegeben Zu Ehren vnd Nutzbarkeit dem […] Radt vnd Bürgerschafft der Churfürstlichen Stadt Meissen. Nikolaus Wolrab, Dresden 1553 (Digitalisat).
  - Ein kurtz, nütz, vnd sehr tröstlich Regiment, wie man sich mit der hülffe Gottes, vor der schwinden vnd gifftigen Seuch der Pestilentz behüten, vnd so jemand damit angegriffen würde, was mittel man daruor brauchen sol, Auff das trewlichste, vnd vleissigste gestellet, vnd jtzund auff das newe widerumb vbersehen, zu nutz vnd gute, alle denen, so dis lesen, oder bedörffen. Peter Seitz, Wittenberg 1568 (Digitalisat).
- Kreutterbuch. Von sechshundert schonen auserlesenen hielendischenn, vnd fremden Gewechsen, Beumen, Stauden, Hecken, vnd Kreuttern, so mit iren blumen samen blettern vnd wortzelen auff befelich Augusti hertzogen tzu sachssen, Churfurst, auff das vleisigiste, vnd eigentlichste conterfet vnd tzusammen bracht. Torgau 1563 (Digitalisat).
- Calculorum, qui in corpore ac membris hominum innascuntur genera XII. Zürich 1565 (Digitalisat).
- Catalogus rerum fossilium. In: Conrad Gessner: De omni rerum fossilium genere, gemmis, lapidibus, metallis et huiusmodi libri aliquot. Jakob Gessner, Zürich 1566 (Digitalisat)